# ریکوکش

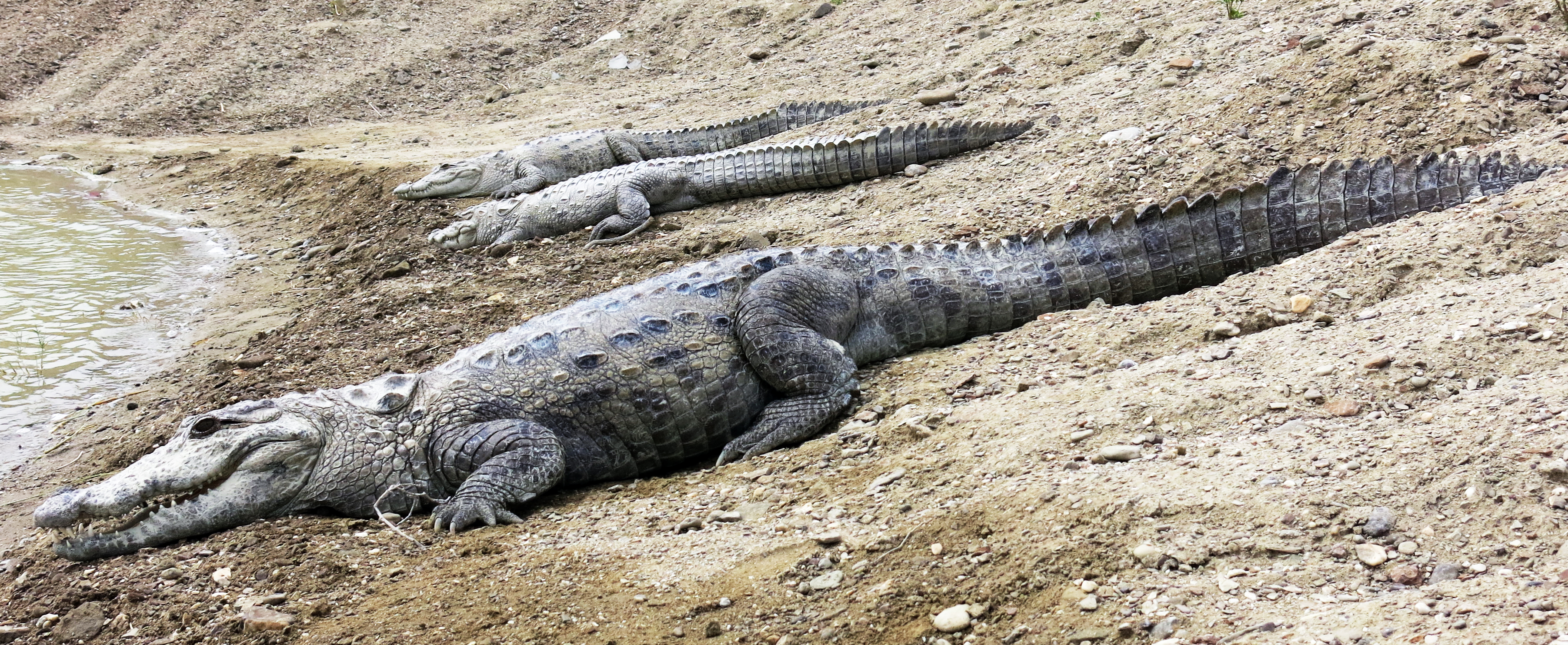
گاندو (تمساح ایرانی) در ایستگاه تحقیقات زیست‌محیطی ریکوکش چابهار

ریکوکش، روستایی در دهستان درگس بخش باهوکلات شهرستان دشتیاری در استان سیستان و بلوچستان ایران است.

## جمعیت
بر پایه سرشماری عمومی نفوس و مسکن در سال ۱۳۹۵، جمعیت این روستا برابر با ۸۳۳ نفر (۱۸۹ خانوار) بوده‌است.